# Cosmos 110
Cosmos 110 foi uma missão espacial do Programa Voskhod com o objetivo de avaliar o efeito da permanência no espaço em voos de longa duração. Uma nave carregando dois cães (chamados Veterok e Ugolyok) foi lançada do Cosmódromo de Baikonur por um foguete Voskhod/Soyuz em 22 de fevereiro de 1966 às 20h09 GMT e colocada em uma órbita de 190 x 882km e inclinação de 51,9°, aterrissando com sucesso em 16 de Março de 1966 às 19h09 GMT, após 22 dias em órbita.